# غورديغل (قشلاق الشرقي)
غوردیغل (بالفارسية: گوردیگل) هي قرية تقع في إيران في قسم قشلاق الشرقي الريفي. يقدر عدد سكانها بـ 278 نسمة بحسب إحصاء 2016.